# 473

## Decese
- 20 ianuarie: Eftimie cel Mare  (n. 377)